# Renault 12
A Renault 12 egy középkategóriás családi autó, melyet a Renault gyártott 1969 és 1980 között. Szedán (Berline), kombi (Break) és kisáruszállító kivitelben volt kapható, néhány országban, például Romániában (Dacia 1300, 1310 néven) a gyártás egészen a 21. század elejéig tartott.
A megjelenése utáni első években a Renault 12 sok dicséretet kapott az európai sajtótól tágas, kényelmes belsőtere, formaterve, teljesítménye és alacsony fogyasztása miatt. Észak-Amerikában már rosszabb kritikákat kapott. Egy 1974-es teszt után a Road & Track autósújság azt írta róla, hogy motorja "tolakodóan hangos" és a nehézkes, rásegítés nélküli kormányzást is súlyos tervezési tévedésnek értékelte. Szintén rossz értékelést kapott az autó a gyenge szellőztetőrendszere miatt.
A jármű gyártása Nyugat-Európában 1980-ban befejeződött, de a Renault több külföldi partnercége és leányvállalata folytatta a gyártást és az eladást. Törökországban 2000-ben készült el az utolsó R12, míg Romániában 2004-ig folytatódott a szintén az R12-n alapuló Dacia 1310 gyártása, míg a pick-up változat összeszerelése 2006 decemberében állt le.
A számok tekintetében a Renault 12 sikeres autó volt, körülbelül 2 500 000 darab talált belőle gazdára.

## Tervezés
1965-ben a Renault megkezdte az előkészületeket egy új modell megtervezéséhez, hogy áthidalja a Renault 8 és a Renault 16 közötti nagy szakadékot a kínálatában. A 117-es kódszámú projekt követelményei a következők voltak:
"Az autó legyen gazdaságos, de ne visszafogott. Legyen tágas utastere, nagy csomagtartója és kis motorja, alacsony fogyasztással. Legyen egyszerű a gyártása, hogy a világ bármely pontján összeszerelhető legyen. Legyen megbízható az export miatt és kényelmes a francia igények kiszolgálásáért, emellett könnyedén tervezhetőek legyenek hozzá különböző karosszériaváltozatok."
Az autó formaterve a Renault 16 tervezési fázisához nyúlik vissza, az R16 egy-egy prototípusa és fel nem használt terve ezért jobban hasonlít az R12-re, mint a végül sorozatgyártásra került Renault 16-ra. A Renault 12 műszaki felépítése azonban már eltérő volt az R16-étól vagy a Renault 4-étől. Mint a kor minden új Renault-ja, az R12 is elsőkerék-meghajtású volt, motorja azonban hosszában, az első tengely előtt helyezkedett el, míg az R4 és az R16 esetében a motor a tengely mögé került. Maga a motor szinte ugyanaz a vasöntvény Cléon-motor volt, mely 1962 óta a Renault 8-ba és Renault 10-be is került, azzal a különbséggel, hogy 1289 cm³-re volt növelve a hengerűrtartalma. A motor elhelyezkedése miatt a sebességváltó beszerelése és elhelyezése is jóval egyszerűbbé vált, így a váltóbot hagyományosan, a padlón helyezkedett el, nem a kormányoszlopon, mint az R16 vagy a műszerfalon, mint az R4 esetében. A kézifék kezelőkarja eleinte a műszerfal alatt kapott helyet, ám később átkerült a két első ülés közé. Az R12 felfüggesztése szintén különbözött az R4-étől és az R16-étól, hiszen hátulra merev tengely került bele, míg utóbbiakat elöl és hátul is független felfüggesztéssel szerelték.

## Modellváltozatok

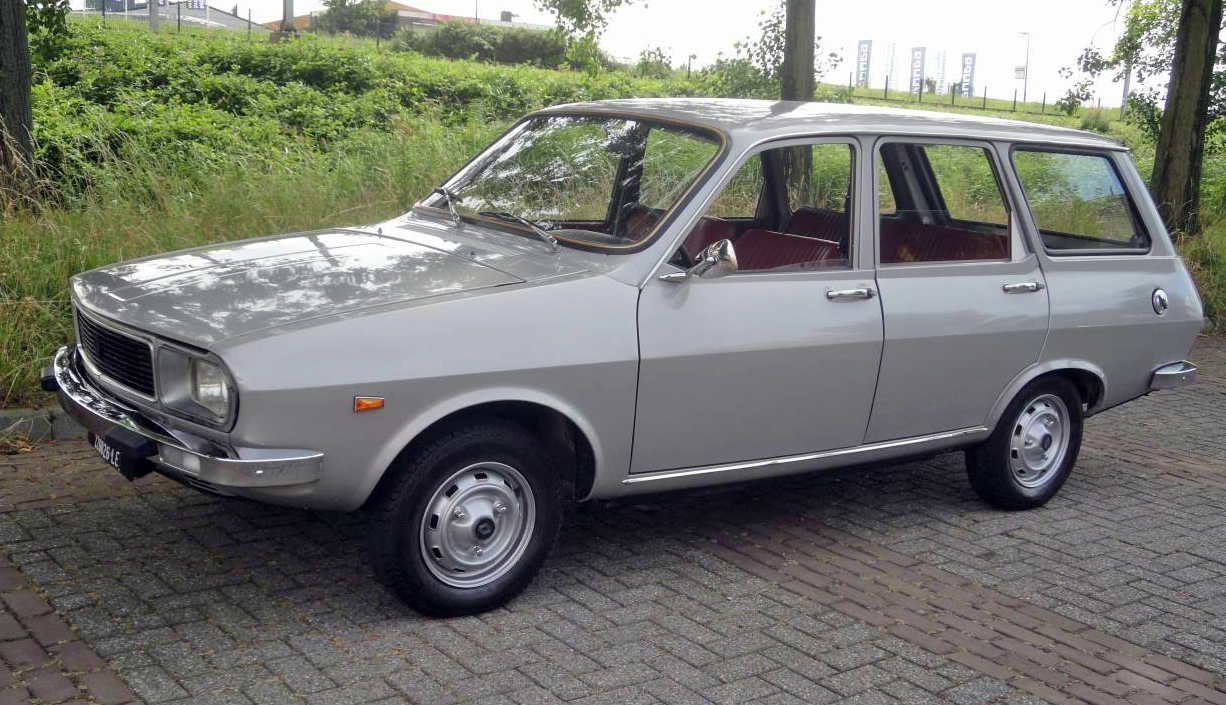
A Renault 12 kombi változata

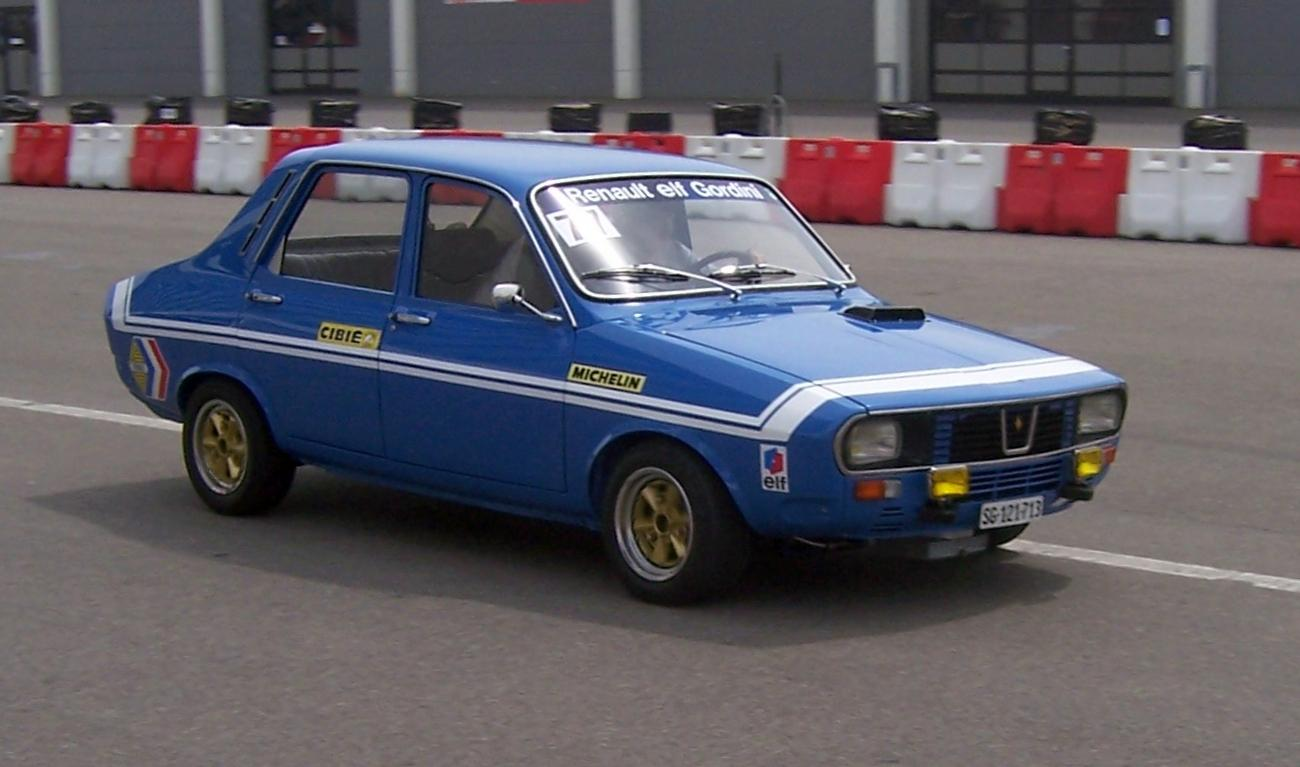
Renault 12 Gordini

A Renault 12 1969 októberében, a Párizsi Autószalonon mutatkozott be, ekkoriban mindössze a négyajtós szedán változat volt elérhető, L és TL felszereltségben, 1289 cm³-es, 53 lóerős (40 kW) motorral. A TL volt a drágább és a jobban felszerelt változat, ebbe két különálló első ülés került az egyszerű ülőpad helyett, voltak benne könyöklők az ajtókon, csomagtartó- és kesztyűtartó-világítás, fűthető hátsó ablak, valamint több figyelmeztető és visszajelző lámpa került a műszerfalára.
1970-ben két új változat jelent meg a piacon. Az egyik a kombi volt, mely ugyanolyan felszereltségi szintekben és ugyanolyan motorral volt megvásárolható, mint a szedán. Emellett bemutatásra került a Renault 12 Gordini névre keresztelt, nagy teljesítményű változat is. Ebbe az R16 TS-ből megismert, 1565 cm³-es alumínium blokk került, két darab kéttorkú Weber karburátorral, aminek köszönhetően az autó 123 lóerős (92 kW) lett. Emellett megerősített főtengely, ötsebességes váltó és sportosan hangolt futómű került a kocsiba. Előre léghűtéses, hátulra pedig hagyományos tárcsafékeket szereltek. A Gordini 185 km/h-s sebességre volt képes és az egyszínű fényezés mellett rendelhető volt sportos, dupla csíkos festéssel is. Utóbbiból a legnépszerűbb a "francia kék" alapon fehér csíkos változat volt. 1971-ben 2225 darab R12 Gordini talált gazdára, de ezután az eladási mutatók alaposan visszaestek. A Renault 1974-ben befejezte befejezte a sportváltozat gyártását, melyből mindössze 5188 darabot adott el (a Renault 8 Gordiniből 11 607 darab kelt el).
1972 októberében megjelent a csúcsfelszereltségű Renault 12 TS, melybe a hagyományos, 1289 cm³-es motor került, de az L-lel és a TL-lel szemben kéttorkú Weber karburátorral szerelve, módosított vezérműtengellyel, mely 68 (SAE) lóerőre (44 kW) emelte a teljesítményét, míg az autó végsebessége 155 km/h-ra nőtt. A kocsi külsőleg is megkülönböztethető volt a hagyományos R12-esektől, Gordini-stílusú kerekei és az oldalán végigfutó krómcsík alapján. A felszereltsége az alapváltozatokhoz képest kiegészült integrált Cibie iode kiegészítő reflektorokkal, üléssel egybeépített fejtámlával, fordulatszámmérős óracsoporttal amiben hűtőfolyadék-hőfokmérő is volt, valamint kardánbox-szal. Szériában szervófék lassította. Néhány országban emellett az autóra két plusz ködfényszóró is került.
1973 októberében került bemutatásra az R12 TR, mely felszereltségi szintben a TL és a TS között helyezkedett el. Ebben alapfelszereltségnek számított az automata sebességváltó.
1975-ben a Renault felfrissítette az R12 kinézetét, mely új hűtőrácsot, hátsó lámpákat és műszerfalat jelentett. Az autó gyártása 1980-ban állt le Franciaországban.

## Románia

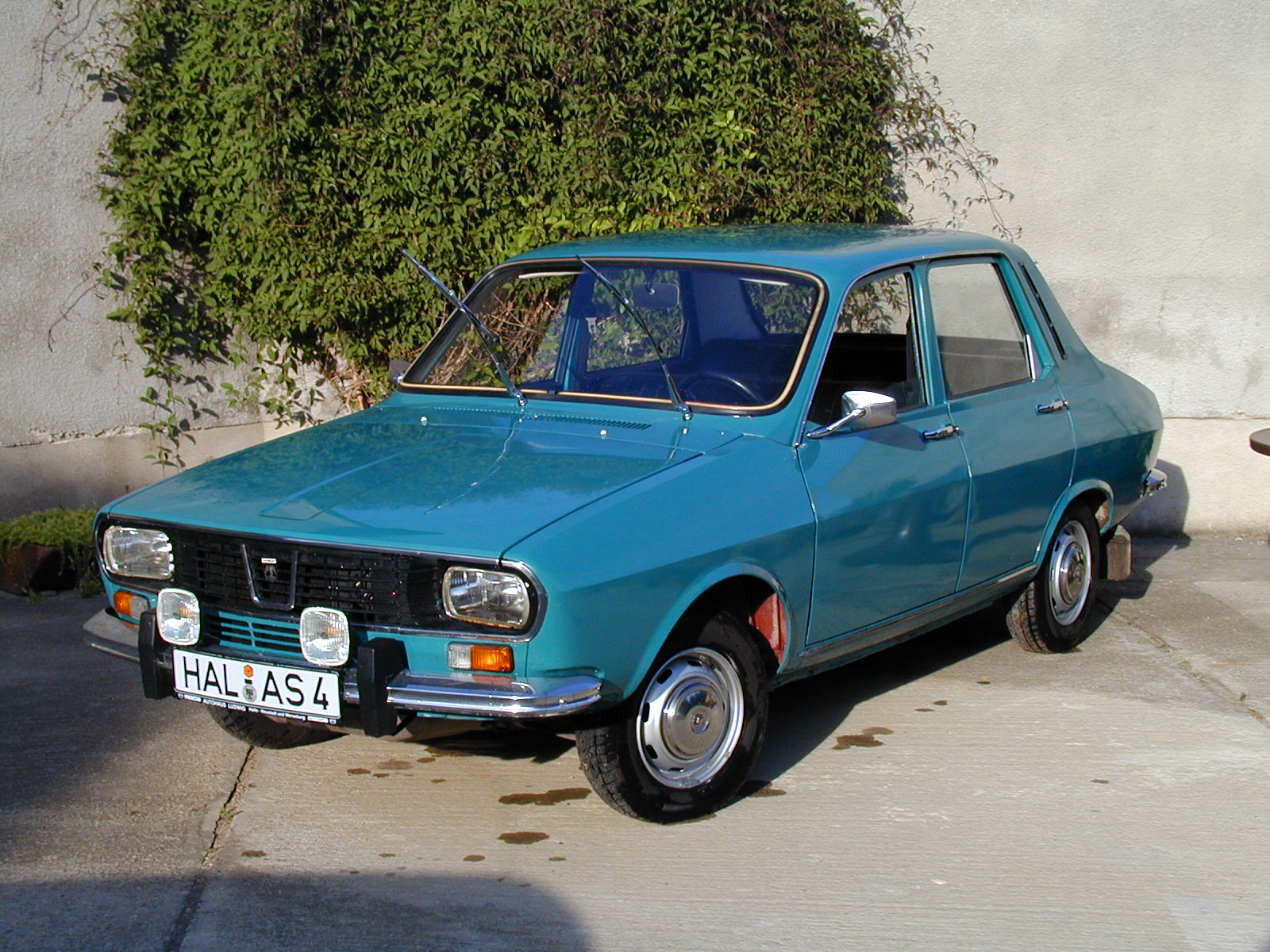
A Renault 12 alapján készült Dacia 1300

A Dacia a Renault-val kötött egyezség értelmében megkapta a Renault 12 terveit és az összeszereléshez szükséges szerszámokat és felszereléseket. A Romániában készülő autó neve Dacia 1300 lett, melyet 1969 és 1979 között gyártottak. Ezután jelent meg a Dacia 1310, mely alapjául az 1300, így az R12 szolgált. Ez a kocsi 1979 és 2004 között készült, többféle karosszériaváltozatban.
A 35 éves gyártási időszak alatt összesen 1 979 730 Dacia 1300 és 1310 készült el, ezen kívül 1975 és 2006 között még 318 969 Dacia Pick-Up hagyta el a gyártósort, melyek alapjául szintén a Renault 12-n alapuló Dacia 1300 szolgált.

## Törökország
Törökországban, az Oyak-Renault gyárban 1971 és 2000 között szintén készültek az R12-n alapuló kocsik. Ezek 1989-ig teljesen azonosak voltak a Franciaországban készülőkkel, ezután azonban modellfrissítés következett, ami után Renault Toros néven folytatódott az árusítás. Ezeknek az autóknak a gyártása 2000-ben állt le a szigorodó európai károsanyag kibocsátási szabályozások miatt. A Toros a Toros-hegységről kapta a nevét és szedán, valamint kombi (TSW) változatban volt kapható. 1,4 literes, karburátoros Cléon-motor került bele, mely 61,5 lóerős (45,2 kW) teljesítményt tudott leadni. A kocsit négy- és ötsebességes sebességváltóval is szerelték.

## Ausztrália
A Renault 12 1970-ben elnyerte az "Év autója" díjat az Australia's Wheels autósújságtól. Az Ausztráliában piacra került darabok a Renault ausztráliai összeszerelő üzemében, Heidelbergben, Melbourne egyik elővárosában készültek, ahová minden alkatrész Franciaországból érkezett, egységcsomagokban. Az itt összeszerelt modellek nagyjából egyformák voltak a Nagy-Britanniában találhatóakkal, 1975-ben például mindkét országban egyszerre történt modellfrissítés. Kis különbségek az 1971-ben elfogadott, ausztrál autótervezési és gyártási szabályozásban bekövetkezett szabálymódosítások miatt jelentkeztek. Ilyen volt például, hogy az Ausztráliában készült modellek ablaktörlője valamelyest eltérő mechanika alapján működött és a beltérben is történtek kisebb változások, az országban elfogadott, jobbkormányos közlekedésre vonatkozó egységesített szabályok miatt. A szabályváltozások más Ausztráliában gyártott modelleket is érintettek, például a Peugeot 504-et és a Triumph 2.5-öt.
1976 októberében az 1289 cm³-es motort egy 1397 cm³-es hengerűrtartalmú váltotta fel, ami után a kocsit Renault 1.4 Litre néven árusították. 1978 májusában ismét átnevezték, ezúttal Renault Virage-ra. Ez kinézetre szinte teljesen azonos volt a francia Renault 12-vel, azzal a különbséggel, hogy két-két kerek fényszórót kapott. A gyártás Franciaországhoz hasonlóan itt is 1980-ban fejeződött be.
Új-Zélandra, Thames-be, a Campbell-csoport összeszerelő üzemébe is érkeztek egységcsomagok Franciaországból. Az itt összeszerelt autók körülbelül fele-fele arányban tartalmaztak francia és új-zélandi alkatrészeket. Többek között az üvegek, a kárpit, a szőnyegek, kerekek, a hűtő és az akkumulátor is helyi gyártásúak voltak. Az R12 itt egy felszereltségben, szedán és kombi változatban készült. Az összeszerelő üzem jelenleg Toyota NZ néven működik és Japánból importált használt Toyoták felújításával foglalkozik.

## Észak-Amerika
Az Amerikai Egyesült Államokban három felszereltségi csomagban lehetett kapni a Renault 12-t: 12, 12 L és 12 TL. A legolcsóbb változat 2975, míg a legdrágább 3448 dollárba került. Jóval méretesebb volt, mint a kor legtöbb Európából importált autója és azzal is kilógott a sorból, hogy hosszanti irányban elhelyezkedő motorja ellenére elsőkerék-meghajtású volt. Az amerikai piacon árusított változatba a Renault 16-ban is alkalmazott 1,6 liter-es (1647 cm³) alumínium motorblokk került, mellyel 65 lóerős (48 kW) teljesítmény leadására volt képes a kocsi. A motort 1975-ben korszerűsítették, ekkor félgömb alakú égésteret kapott és a sűrítési aránya is nagyobb lett, ami 72 lóerőre (54 kW) növelte a teljesítményét.

## Dél-Amerika
Brazíliában szintén árulták a Renault 12 egyik verzióját, Ford Corcel, majd Ford Del Rey néven. A Ford do Brasil attól Willys-Overlandtől vásárolta meg a gyártáshoz szükséges licencet, mely az 1960-as évek végén a Renault-val együttműködve tervezte meg az autót. A Corcel gyártása Brazíliában 1968-ban kezdődött meg, egy évvel korábban, mint az R12-é Franciaországban.
A Renault 12 nagy népszerűségnek örvendett Argentínában és Kolumbiában az 1970-es és 1980-as években. Kolumbiában a Sofasa néven működő helyi Renault gyárban szerelték össze a kocsikat, Argentínából és Franciaországból érkező alkatrészekből, 1973 és 1981 között. Argentínában a córdobai Renault Argentina gyárban készült az R12 helyi változata. A szedánt 1971 és 1994, a kombit pedig 1973 és 1992 között gyártották. Összesen körülbelül 450 ezer autó készült el itt.
Dél-Amerikában eleinte a hagyományos, 1289 cm³-es motorral készítették a kocsikat, majd 1977-ben áttértek az 1397 cm³-esre. 1992-ben egy utolsó változtatás keretein belül a motor nagyobb furatot és löketet kapott és 1600 cm³-esre bővült. Brazíliában, a Ford Corcel II-höz már rendelhető volt az 1600 cm³-es motor. Ez később bioetanolos változatban, 12:1-es sűrítési aránnyal is elérhetővé vált. Minden autóhoz négysebességes váltó járt, egészen 1988-ig, amikortól már ötsebességessel szerelték őket. Az R12 Argentínában magasabb státuszt töltött be, mint a többi országban, mivel a Renault Argentina kínálata ekkoriban meglehetősen szűkös volt és mindössze a Renault 4-re, a Renault 6-ra és a Renault Torinóra korlátozódott a Renault 12 mellett. Éppen ezért több extra, például klíma és minőségi kárpit került bele, hogy ne legyen annyira elmaradva a csúcskategóriás Torino mögött. Ugyanezen okból kifolyólag a kombi változat kizárólag TS felszereltségi csomagban készült. Az R12 valamivel lejjebb került a ranglétrán, amikor 1982-ben a Renault 18 megérkezett Argentínába, hogy kitöltse az R12 és a Torino közötti űrt.
Az argentin Renault 12 a vetélytársaival szemben is megállta a helyét és az 1978-as dél-amerikai maratoni versenyen az első helyen ért célba. A Jorge Recalde által vezetett autó a sajátján kívül a kétliteres kategóriában induló kocsiknál is gyorsabb volt. Saját kategóriájában az első hat helyen kivétel nélkül Renault 12 végzett.

### Renault 12 Alpine

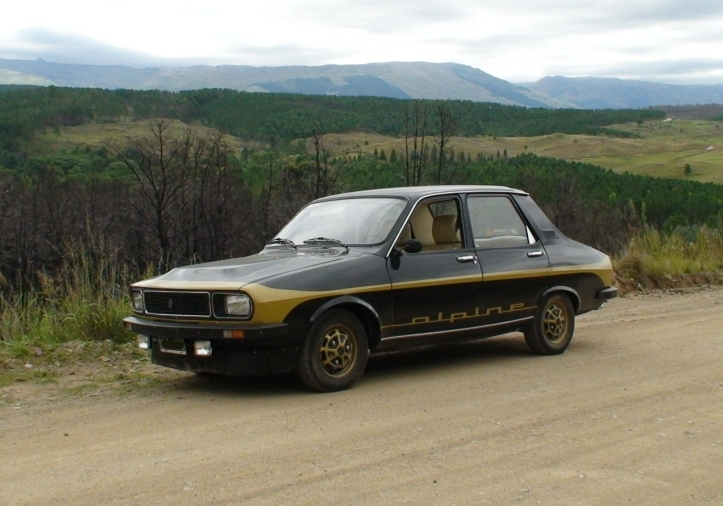
Renault 12 Alpine

Az R12 Alpine egy sportautó volt, mely kizárólag Argentínában készült azzal a céllal, hogy növelje a Renault hírnevét az országos raliversenyeken. Főbb jellemzői a Renault 5 Alpine-ból megörökölt, importált alkatrészekből összeállított 1397 cm³-es motor, a domború üvegszálas motorháztető, az egyedi fényezések és a versenyre hangolt futómű voltak. A motor 108 lóerős (81 kW) volt és 175 km/h-s végsebességre tette képessé az Alpine-t. A motorhoz hasonlóan az új futómű is sok dicséretet kapott, a CORSA Magazine például úgy fogalmazott, hogy hatására olyan érzése van a vezetőnek, mintha a kocsi síneken siklana. A Renault nem kezdett sorozatgyártásba, mindössze 493 darab R12 Alpine készült 1977 és 1980 között. Ennek egyik oka, hogy a kézi összeszerelés és a külföldről hozatott alkatrészek miatt az autó elkészítése 40%-kal drágább volt, mint TL felszereltségű modellé. Néhány ralira átalakított R12 TS-ben használtak Alpine alkatrészeket, de ezek, csakúgy, mint maguk az Alpine-ok, ritkák és nehezen hozzáférhetőek voltak.